# آي غرين (كامبريدجشير)
ع‌ه غرين (بالإنجليزية: Eye Green)‏ هي قرية تقع في المملكة المتحدة في كامبريدجشير.